# Silence Is Easy
Silence Is Easy è il secondo album in studio del gruppo musicale indie rock inglese Starsailor, pubblicato nel 2003.

## Copertina
La copertina dell'album è un omaggio a quella dell'album Heaven Up Here degli Echo & the Bunnymen (1981).

## Tracce
1. Music Was Saved – 2:59
2. Fidelity – 2:22
3. Some of Us – 3:37
4. Silence Is Easy – 3:40
5. Telling Them – 4:51
6. Shark Food – 3:35
7. Bring My Love – 2:20
8. White Dove – 3:52
9. Four to the Floor – 4:13
10. Born Again (2003 version) – 6:03
11. Restless Heart – 2:03

## Formazione
- James Walsh - voce, chitarra
- Barry Westhead - tastiere
- Ben Byrne - batteria
- James "Stel" Stelfox - basso

## Classifiche
| Classifica (2003) | Posizione |
| ----------------- | --------- |
| Regno Unito       | 2         |